# Šejh-ul-islam
Šejh-ul-islam (arapski: شَيْخُ الإسْلام - Čuvar vjere) je naziv za najvišeg autoriteta u hijerahiji islamskog svećenstva (uleme) u Osmanskom Carstvu. U hijerarhiji islamskog svećenstva, iznad njega se nalazio sultan koji je bio kalif islamskog svijeta.

## Povijest naslova
Osmansko Carstvo nije imalo odvojenu vjersku od državne administracije, zbog čega je ova država predstavljala jedinstvo vjerskog i političkog djelovanja. Za razliku od prethodnih islamskih država, Osmansko Carstvo imalo je čvrsto izgrađenu hijerarhiju islamskog islamskog svećenstva (uleme). U toj hijerarhiju mogli su se identificirati islamski svećenici (imami, hatibi), profesori (muderisi), pravnici (kadije). Na čelu cjelokupne vjerske organizacije se nalazio šejh-ul-islam, koji je izvorno bio muftija Istanbula. Uspostavljanjem funkcija šejh-ul-islama prvi put u povijesti islama dolazi do odvajanja države i vjere. U početku to nije bilo tako izraženo, ali je to omogućilo daljnjoj podjeli koja se nastavila ne samo u političkom nego i u kulturnim, obrazovnim i drugim pravcima. Osmanski sultani su i dalje zadržavali funkciju kalifa zajedno s funkcijama državnosti i vojskovođe, dok je šejh-ul-islam imao pravo veta na sultanove odluke, ako su u suprotnosti s Kuranom i Hadisom.
Raspadom Osmanskog Carstva, zbacivanjem sultana, uspostavljenjem Republike Turske, a potom protjerivanjem i posljednjeg kalifa, došao je u pitanje i ured šejh-ul-islama. Ured šejh-ul-islama koji se zvao  Mešihat je preimenovan u ministarstvo 1920. godine pod nazivom Ministarstvo Shar’iyya wa Awqaf, a potom je 1924. godine ponovo preimenovano u Upravu za vjerske poslove. Ta institucija pripala je Uredu premijera, koja se do dana današnjeg financira iz proračuna premijera u skladu sa zakonom 429. Republike Turske.

## Vanjske poveznice
- Služba za vjerske poslove Republike Turske